# 拓跋雲
拓跋雲（446年—481年），一名岱云，又作岱，追尊魏景穆帝拓跋晃之子，生母孟椒房。

## 生平
拓跋雲年五歲，父亲拓跋晃去世，號哭聲不絕。祖父魏太武帝聽聞後呼召，抱着他哭泣曰：「你為什麼知道成人的思想！」和平五年春正月丁亥（464年2月10日），魏文成帝封弟弟拓跋云为任城王，之后出任使持節、侍中、征東大將軍、和龍鎮都大將。和平六年冬季十月（465年），朝廷征召阳平王拓跋新成、京兆王拓跋子推、济阴王拓跋小新成、汝阴王拓跋天赐、任城王拓跋云入朝。拓跋云回朝后出任都督中外諸軍事、中都坐大官，聽理民眾訴訟，當時甚有名譽。
延興年間，魏獻文帝集合眾同僚，意欲禪位於叔叔京兆王拓跋子推。王公卿士等都不敢先進言。拓跋雲進諫求魏献文帝不要有違祖宗傳統及棄黎民不顧。跟着太尉源賀、東陽公元丕等又進諫。魏獻文帝於是傳位於长子魏孝文帝元宏。
後柔然侵犯邊陲，拓跋雲為中軍大都督，跟從魏獻文帝征討，與敵軍相遇於大磧。後來仇池及氐族謀反，以拓跋雲為征西大將軍討平。除都督徐兗二州緣淮諸軍事、征東大將軍、開府、徐州刺史。拓跋雲以太妃蓋氏薨，上表要求解任，魏獻文帝不許，拓跋雲悲號動疾，魏獻文帝乃准許。
拓跋雲性善撫綏，得徐方之心，為百姓所追戀。送遺錢貨，一概不接受。魏獻文帝聽聞後對他嘉許。復拜侍中、中都大官，賜帛千匹、羊千口。出為冀州刺史，仍本將軍。拓跋雲留心政事，體察民情，於是合州請戶輸絹五尺、粟五升以報拓跋雲之恩。魏獻文帝對他嘉許，遷使持節、都督陝西諸軍事、征南大將軍、長安鎮都大將、雍州刺史。拓跋雲廉潔謹慎，留心獄事，挫抑豪強，息止群盜，州民歌頌他的有千餘人。文明太后亦對他嘉許，賜帛千匹。太和五年（481年），薨於所轄州。遺令要求薄葬，切勿接受賵禭。他的諸子奉遵他的旨意。當棺木傳至京師，車駕親臨，哭之哀慟，贈以本官，諡「康王」。陪葬雲中之金陵。

## 家庭

### 夫人
- 孟氏，谥号烈懿太妃

### 子女
- 元澄，北魏侍中、大将军、司徒公、尚书令、任城文宣王
- 元嵩，北魏安南将军、扬州刺史、高平刚侯
- 元纯陀，第五女，先嫁穆氏，后改嫁使持节、代理镇南将军、都督南讨诸军事、平舒文定伯邢峦，邢峦死后在大觉寺出家，法号智首[7]
- 元瞻，北魏散骑常侍、抚军将军、金紫光禄大夫、司州州都

## 延伸阅读
[在维基数据编辑]
 《魏書/卷19中》，出自魏收《魏书》
 《北史·卷018》，出自李延壽《北史》